# Tạ Biên Cương
Tạ Biên Cương (sinh ngày 1 tháng 2 năm 1982) là một nhà báo, biên tập viên, người dẫn chương trình, bình luận viên bóng đá người Việt Nam. Anh hiện là Phó Trưởng ban Thể thao của Đài Truyền hình Việt Nam.

## Cuộc đời và sự nghiệp
Tạ Biên Cương sinh ngày 1 tháng 2 năm 1982 ở Lý Nhân, Hà Nam. Anh tốt nghiệp trường Trung học phổ thông Phan Bội Châu, Hà Nội và từng theo học tại Học viện Báo chí và Tuyên truyền. Biên Cương đã có nhiều năm theo dõi bình luận viên phát thanh Đình Khải trước khi trở thành một bình luận viên.
Năm 2006, Tạ Biên Cương chính thức làm việc tại Ban Thể thao - Giải trí và Thông tin kinh tế thuộc Đài Truyền hình Việt Nam sau khi vượt qua một cuộc thi tuyển chọn bình luận viên dành cho người hâm mộ. Anh có cơ hội đầu tiên để tham gia trong vai trò bình luận tại vòng chung kết World Cup năm đó. Về sau, Biên Cương được nhiều khán giả chú ý thông qua việc dẫn dắt các bản tin thể thao và các chương trình bình luận bóng đá của VTV.
Biên Cương thường được nhớ đến bởi những phát ngôn mang tính hài hước, gây cười trong các buổi bình luận bóng đá. Anh được cộng đồng mạng đặt cho biệt danh "Đứa con của thần gió" vì những phát ngôn hài hước trong quá trình bình luận của mình. Bên cạnh những đánh giá tích cực, anh cũng nhận được nhiều đánh giá tiêu cực của khán giả.

## Gia đình và đời tư
Tạ Biên Cương sinh ra trong một gia đình Công giáo, tên thánh của anh là Giuse. Có thông tin cho rằng chị gái của Tạ Biên Cương là nhà báo Tạ Bích Loan, một biên tập viên nổi tiếng của Đài Truyền hình Việt Nam và từng là trưởng Ban Sản xuất các chương trình giải trí của đài. Trên thực tế, Tạ Bích Loan sinh tại thôn Thọ Thái, xã Yên Hưng, huyện Yên Mô, tỉnh Ninh Bình; trong khi Tạ Biên Cương sinh tại huyện Lý Nhân, tỉnh Hà Nam.
Trong vòng nhiều năm, Biên Cương không sử dụng bất cứ một trang mạng xã hội nào, kể cả Facebook; tên tuổi của anh cũng thường xuyên bị nhiều trang mạng sử dụng để giả mạo và đăng tải những thông tin gây hiểu nhầm và tranh cãi. Mãi đến năm 2021, anh mới thành lập một fanpage mang tên mình trên Facebook.